# Mobisode
Eine Mobisode (Kofferwort aus mobile [phone], englischer Ausdruck für Handy, und episode) ist eine Spielfilm-Serie für mobile Endgeräte wie Mobiltelefone, Portable Media Player oder Handheld-Konsolen. In den USA ist das Wort Mobisodes als Markenname auf 20th Century Fox registriert. Vergleichbare Inhalte anderer Unternehmen werden dennoch inoffiziell ebenfalls als Mobisodes bezeichnet.
Eine Mobisode wird entweder extra für mobile Endgeräte produziert oder ist ein Zusammenschnitt einer bereits ausgestrahlten Sendung. Letztere werden meistens mit ungesendetem Material angereichert, um den Anreiz für den Zuschauer zu erhöhen, sich eine Mobisode auf das Gerät zu laden.
Die Spielzeit und Bildauflösung einer Mobisode resultiert aus den technischen Voraussetzungen wie zum Beispiel Übertragungsgeschwindigkeit, Auflösung des Displays usw.

## Bekannte Beispiele
Eine chinesische Seifenoper, die eigens für das Handy produziert wurde, heißt Appointment und handelt von einer Dreiecksbeziehung zwischen einer Frau und zwei Männern. Eine Serie hat fünf Folgen mit einer Länge von jeweils fünf Minuten.
In den USA gibt es Mobisodes der Doku-Soap The Simple Life mit Paris Hilton (hier wurde vorwiegend ungesendetes Material verarbeitet). Die Länge pro Mobisode beträgt eine Minute. Für die Serie Lost gab es vor Ausstrahlungsbeginn der vierten Staffel dreizehn Mobisodes unter dem Obertitel Missing Pieces, bei denen es sich bis auf eine Ausnahme um speziell für diesen Zweck neu geschriebenes und produziertes Material handelte, das inhaltlich abwechselnd während der ersten drei Staffeln einzuordnen ist. Die Länge der einzelnen Folgen variierte zwischen anderthalb und dreieinhalb Minuten.
Die erste in Deutschland produzierte Mobisode war 2006 Ninas Welt.

## Weitere Beispiele
- 24: Conspiracy
- Lost: Missing Pieces
- Prison Break: Proof of Innocence